# Euloxia obliquissima
Euloxia obliquissima là một loài bướm đêm trong họ Geometridae.